# Мъж с хиляда лица
„Мъж с хиляда лица“ (на английски: Man of a Thousand Faces) е американски късометражен ням филм от 1894 година на режисьора Уилям Кенеди Диксън с участието на Джордж Лейман, заснет от компанията Едисън Манюфакчъринг Къмпъни. Кадри от филма не са достигнали до наши дни и той се смята за изгубен.

## В ролите
- Джордж Лейман[2]